# Riddarsporre

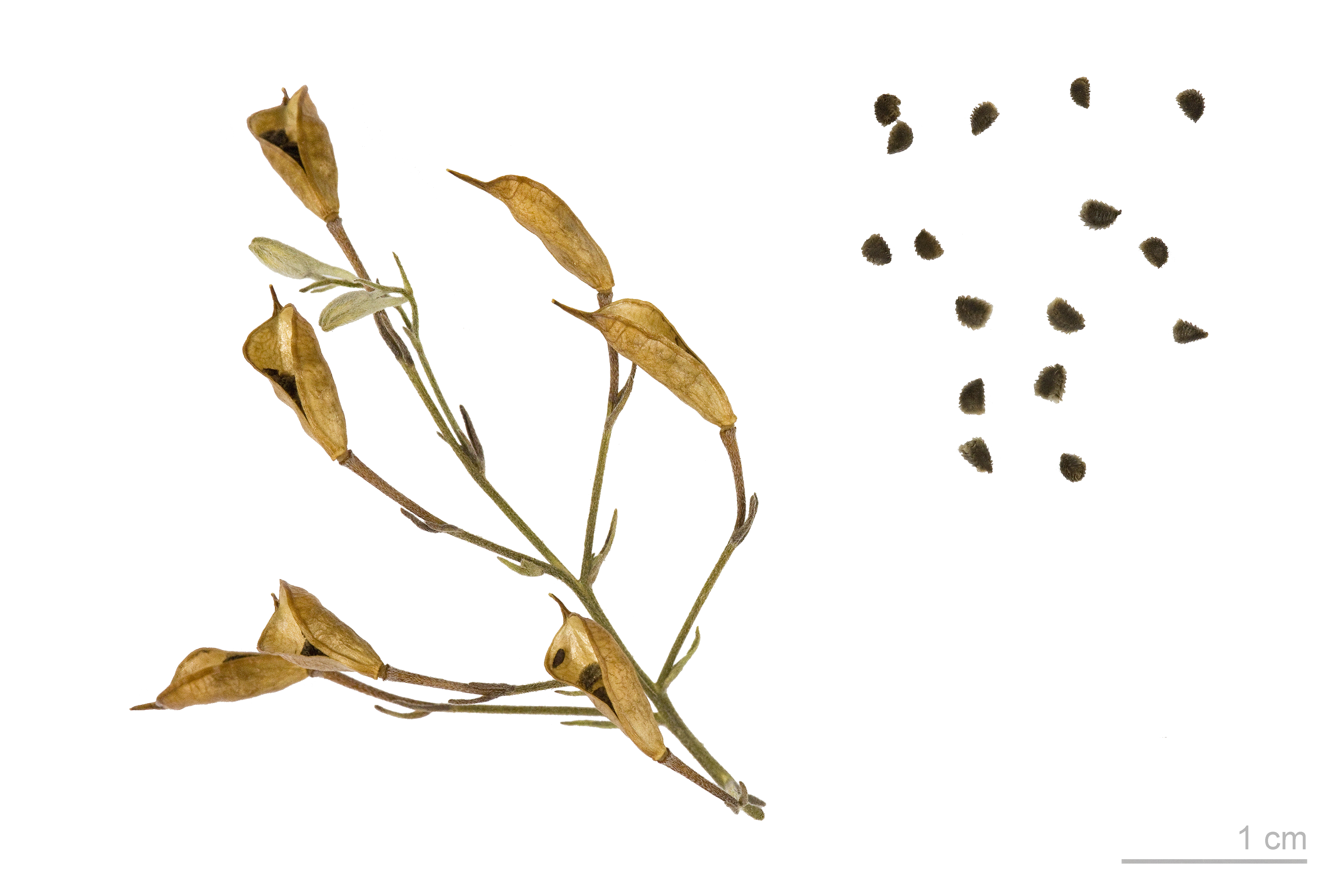
Consolida regalis

Riddarsporre (Consolida regalis) är en spenslig, upprätt, ettårig ört, som i norra och mellersta Europa uteslutande växer på åkrar och trädor.
Den förekommer i Sverige sällsynt och minskande i södra och mellersta delarna av landet, främst på Öland och Gotland.
Riddarsporre blommar från sommaren till in på hösten. De flesta andra riddarsporrar tillhör släktet Delphinium.

## Synonymer
- Ceratosanthus consolida (L.) Schur
- Consolida arvensis Opiz
- Consolida regalis subsp. arvensis (Opiz) Soó
- Consolida segetum Schur
- Delphidium consolida (L.) Raf.
- Delphinium consolida L.
- Delphinium consolida subsp. arvense (Opiz) Graebn. & P.Graebn.
- Delphinium diffusum Stokes
- Delphinium divaricatum Dulac  nom. illeg.
- Delphinium segetum Lam.  nom. illeg.
- Delphinium versicolor Salisb.  nom. illeg.